# Rimba Beringin
Rimba Beringin is een bestuurslaag in het regentschap Kampar van de provincie Riau, Indonesië. Rimba Beringin telt 5177 inwoners (volkstelling 2010).